# Suomalaisen Sana-Lugun Coetus
Suomalaisen Sana-Lugun Coetus – pierwszy kompleksowy słownik języka fińskiego autorstwa biskupa Daniela Jusleniusa, zawiera około 16000 wyrazów, a na końcu posiada spis wyrazów w języku szwedzkim. Słownik zawiera wiele neologizmów stworzonych w XVIII w.
Słownik został ponownie opublikowany przez  A.V. Koskimiehen po edycji przez Salomona Kreandera i Juhana Castrén. Faksymilie słownika zostały opublikowane w 1968 roku.